# Holotrichapion (Legaricapion)
Holotrichapion (Legaricapion) – podrodzaj chrząszczy z rodziny pędrusiowatych i podrodziny Apioninae. Obejmuje trzy opisane gatunki.

## Morfologia
Chrząszcze o ciele porośniętym ciemnymi, mikroskopijnymi włoskami (włosowatymi łuskami), pozornie nagim.
Głowę cechują: wydłużone oczy, zatarte i nie przekraczające przednich ich krawędzi kile podoczne, pozbawione punktowania lub punktowane niewyraźnie ciemię, brak poprzecznego kila na guli, a czoło z jednym lub dwoma nagimi i niepunktowanymi rowkami pośrodku oraz punktowanymi i owłosionymi rowkami po bokach. Przednia część ryjka samca ma boki prosto ku szczytowi zbieżne.
Mała, trójkątna tarczka ma pozbawioną punktów powierzchnię. Pokrywy są owalne. Drugi rząd w tyle jest lekko dozewnętrznie przedłużony. Na szczycie pokrywy rząd trzeci łączy się z ósmym. Na każdej pokrywie wyrastają dwie szczecinki wyspecjalizowane, jedna w tylnej ⅓ międzyrzędu siódmego, a druga na końcu międzyrzędu dziewiątego.
Genitalia samca mają tegmen o pozbawionych podłużnych kilów płatach parameroidalnych, rozdzielonych pośrodkowym wcięciem przekraczającym poziom wierzchołkowych krawędzi poprzecznych okienek. Trapezowate, wystające prostegium ma wierzchołkową krawędź zaokrągloną. Płat środkowy edeagusa (prącie) w widoku grzbietowym ma boki umiarkowanie się ku ostium zbiegające, a szczyt zwężający się i wystający, natomiast w widoku bocznym wierzchołek ma lekko podgięty. Endofallus ma część nasadową pozbawioną grupek gęsto upakowanych ząbków, zaopatrzoną w fałdowate wzmocnienie, część wierzchołkową zaś wyposażoną w dwie lub trzy grupy ząbków.

## Ekologia i występowanie
Zarówno larwy, jak i postacie dorosłe są fitofagami bobowatych z plemienia Vicieae. Żerują na groszkach i wykach. Endofagiczna larwa rozwija się wewnątrz pędu, wywołując jego rozdęcie w miejscu żerowania.
Podrodzaj palearktyczny, znany z prawie całej Europy, zachodniej i środkowej Afryki Północnej, zachodniej Syberii oraz Azji Zachodniej. Z Polski wykazano tylko gatunek typowy.

## Taksonomia
Podrodzaj ten wprowadził jako pierwszy Jean-Marie Ehret w 1990 roku na łamach „Bulletin Mensuel de la Société Linnéenne de Lyon”. Gatunkiem typowym wyznaczył Apion aethiops. Jeszcze w tym samym roku, niezależnie Miguel Á. Alonso-Zarazaga wprowadził na łamach „Graellsia” podrodzaj Holotrichapion (Schoenius), gatunkiem typowym również wyznaczając Apion aethiops, a nazwą honorując specjalistę od pędrusiowatych Karela Schöna.
Do podrodzaju zalicza się trzy opisane gatunki:
- Holotrichapion aethiops (Herbst, 1797) – pędruś chwastowiec
- Holotrichapion antennale (Desbrochers des Loges, 1896)
- Holotrichapion gracilicolle (Gyllenhal, 1839)